# Semih Şentürk
Semih Şentürk [semich šentyrk] (* 29. dubna 1983 Izmir, Turecko) je turecký fotbalista hrající na postu útočníka, aktuálně v tureckém klubu Antalyaspor. Velkou část své kariéry strávil v klubu Fenerbahçe SK, s nímž vyhrál 5 ligových titulů. Hrál i za turecký národní tým, účastník mistrovství Evropy v roce 2008.
V sezóně 2007/08 se stal v dresu Fenerbahçe SK se 17 vstřelenými brankami nejlepším střelcem turecké Süper Lig.